# Major non-NATO ally

     MNNA
Major non-NATO ally, lub w skrócie MNNA (z ang. Główni sojusznicy spoza NATO) – termin, którym rząd Stanów Zjednoczonych przyjął określać te kraje, które zalicza do swoich najważniejszych sojuszników, ale nie należą one do NATO. Kategoria ta jest nadawana przez amerykańskie władze (podobnie jak klauzula największego uprzywilejowania).
Zazwyczaj z tymi krajami wiąże z USA szereg ważnych umów o charakterze politycznym i obronnym, ale także i gospodarczym (zwłaszcza w krajach Bliskiego Wschodu, jak Kuwejt).
Sprawa stosunków z Nową Zelandią przedstawia się nieco bardziej skomplikowanie, albowiem wiele tamtejszych rządów ogłaszało kraj „strefą bezatomową”, co wiązało się, prócz zakazu posiadania przezeń broni jądrowej, z niezgodą na rozmieszczanie głowic należących do innego kraju oraz przebywaniu na wodach terytorialnych okrętów podwodnych i innych jednostek z bronią jądrową na pokładzie. Oficjalnie przedstawiciele amerykańskiej administracji określają Nową Zelandię jako „bardzo dobrego przyjaciela”.

## Lista państw Major non-NATO ally
Źródło:
1. Australia (1987)
2. Egipt (1987)
3. Izrael (1987)
4. Japonia (1987)
5. Korea Południowa (1987)
6. Jordania (1996)
7. Nowa Zelandia (1997)
8. Argentyna (1998)
9. Bahrajn (2002)
10. Filipiny (2003)
11. Tajlandia (2003)
12. Tajwan (2003)[2]
13. Kuwejt (2004)
14. Maroko (2004)
15. Pakistan (2004)
16. Tunezja (2015)[3]
17. Brazylia (2019)[4]
18. Katar (2022)[5]
19. Kolumbia (2022)[6]
20. Kenia (2024)[7]

### Byłe państwa Major non-NATO ally
- Afganistan (2012[8]–2022[9])

Administracja prezydenta George’a H.W. Busha (1989–1993) nadała ten status pięciu krajom, Billa Clintona (1993–2001) trzem, George’a W. Busha (2001–2009) sześciu, Baracka Obamy (2009–2017) dwóm, Donalda Trumpa (2017–2021) jednemu, Joe Bidena (2021–2025) trzem.

## Zobowiązania sojusznicze
- Współpraca w dziedzinie zwalczania międzynarodowego terroryzmu
- Współpraca w dziedzinie szkolenia
- Współpraca w dziedzinie technologii kosmicznych
- Współpraca militarna (bazy wojskowe, etc. etc.)
- Sprawy gospodarcze